# 戚其義
戚其義（英語：Jonathan Chik，1957年11月13日—），香港監製、電影導演，前無綫電視戲劇製作經理（監製）。

## 簡歷
戚其義於1976年加入無綫電視，由場務做起，開始擔任當年無綫電視的「金牌監製」甘國亮的統籌，因此戚其义一直视甘國亮為恩师。期間於1992年轉投亞洲電視，於1994年年回歸無綫電視。其中憑他監製的《金枝慾孽》及《天與地》兩度榮獲萬千星輝頒獎典禮最佳劇集獎。周旭明為其御用編劇。常用演員主要有黃德斌、陳豪、林保怡、羅嘉良、鄭少秋、黃日華、陳錦鴻、陳鴻烈、麥子樂、蔡少芬、邵美琪、佘詩曼、黎姿、周家怡、簡慕華、朱慧敏等。

## 監製手法
戚其義所制作的劇集部分是非主流題材，常採用非流行的手法，風格偏離一般劇集，當中包括很多極具爭議性的話題或灰暗格調。例如以描述後宮鬥爭、反映辦公室政治的《金枝慾孽》、描寫宿命的《火舞黄沙》、講述上流社會爭鬥的《珠光寶氣》、反映人性黑暗面的《天與地》 ；探討愛情、人與人之間的距離的《4 in Love》及描述人性沉淪的《心戰》。雖然《天與地》奪得萬千星輝頒獎典禮2012最佳劇集，但他於2012年12月尾仍選擇離開無綫電視，開設凱毅娛樂製作公司（業務主要以中國為主），《金枝慾孽貳》為他的告別作。

## 個人生活
戚其義1980年代曾與演員邵美琪拍拖。2000年代後曾與演員簡慕華有過地下情。

## 電影執導
- 1990年：午夜天使（Midnight Angel）[3]
- 1991年：沙灘仔與周師奶（Royal Scoundrel）（與杜琪峰合導）[3]
- 1993年：富貴狂花（Lamb Killer）[3]

## 演出
- 1992年：審死官 飾 姚田氏的丈夫姚大

## 電視劇

### 電視劇（亞洲電視／亞視數碼媒體／亞洲心動娛樂）
| 首播   | 劇名              | 合作演員                                                            |
| 1992年 | 點解阿sir係隻鬼   | 盧海鵬、陳錦鴻、萬綺雯、莫家堯、駱達華、歐錦棠、吳浣儀、冼灝英      |
| 1992年 | 李小龍傳          | 吳大維、劉家良、呂頌賢、高 雄、江 華、關詠荷、萬綺雯、張家輝        |
| 1993年 | 點解阿sir係隻鬼II | 盧海鵬、莫家堯、陳錦鴻、駱達華、嚴秋華、郭 峰、萬綺雯、王艷娜       |
| 1994年 | 戲王之王          | 任達華、方 剛、伍詠薇、江 華、區淑貞、呂頌賢、樂 蓓、林祖輝、李香琴 |
| 2022年 | 逐流時代          | 黃德斌、麥子樂、麥明詩、林耀聲、黃又南、陳雅麗、黎紀君、鍾浠文      |

### 電視劇（無綫電視）
| 首播          | 劇名             | 合作演員 |
| 1995年        | O記實錄          | 黃日華、陳錦鴻、郭可盈、趙學而、劉兆銘、白 茵、蔡國慶、蘇杏璇、王 偉、馬德鐘                                               |
| 1996年        | 天地男兒         | 鄭少秋、羅嘉良、張智霖、古天樂、伍詠薇、宣 萱、張可頤、陳松伶、陳芷菁、李子雄                                              |
| 1996年        | O記實錄II        | 黃日華、羅嘉良、陳錦鴻、黎 姿、趙學而、林漪娸、馬德鐘、韋家雄、何超儀 客串：郭可盈                                         |
| 1998年        | 天地豪情         | 羅嘉良、黃日華、陳錦鴻、張家輝、郭藹明、蔡少芬、周海媚、宣 萱、秦 沛、雪 妮                                                |
| 1999年        | 先生貴性         | 羅嘉良、陳慧珊、江 華、郭少芸、湯盈盈、張燊悅、李家聲、古明華、谷 峰、陳 琪                                                |
| 1999年        | 創世紀           | 羅嘉良、郭晉安、陳錦鴻、郭可盈、汪明荃、陳慧珊、邵美琪、吳奇隆、秦 沛、馬德鐘、惠英紅 客串：古天樂、蔡少芬                 |
| 2000年        | 創世紀II天地有情 | 羅嘉良、郭晉安、古天樂、郭可盈、蔡少芬、汪明荃、邵美琪、秦 沛、馬德鐘、吳奇隆、惠英紅、何超儀、鄭雪兒 客串：陳錦鴻、陳慧珊 |
| 2000年        | 妙手仁心II       | 吳啟華、林保怡、蒙嘉慧、陳 豪、陳慧珊、邵美琪、曹永廉、陳潔儀、唐文龍、袁彩雲、黃德斌、陳 琪 客串：馬浚偉、蔡少芬、鄧萃雯  |
| 2002年        | 談談情·練練武    | 林保怡、郭羨妮、夏 雨、龔蓓苾、黃德斌、袁彩雲、鄧健泓、陳之輝、曹 眾                                                       |
| 2004年        | 血薦軒轅         | 鄭少秋、汪明荃、林 峯、楊思琦、羅敏莊、李振起、陳鴻烈                                                                      |
| 2004年        | 金枝慾孽         | 鄧萃雯、張可頤、佘詩曼、黎 姿、林保怡、陳 豪、梁 琤、陳秀珠、陳霽平、黃德斌、韋家雄、陳鴻烈、汪 琳、盧海鵬、陳嘉儀         |
| 2005年        | 妙手仁心III      | 吳啟華、林保怡、陳 豪、黎 姿、吳美珩、曹永廉、邵美琪、廖碧兒、姚嘉妮、黃德斌                                               |
| 2006年        | 火舞黃沙         | 林保怡、陳 豪、蔡少芬、黎 姿、佘詩曼、邵美琪、黃德斌、陳鴻烈、鍾景輝、王賢誌、周家怡、馬海倫、陳秀珠                       |
| 2006年        | 刑事情報科       | 林保怡、王 喜、邵美琪、伍詠薇、黃德斌                                                                                      |
| 2008年-2009年 | 珠光寶氣         | 蔡少芬、黎 姿、邵美琪、林保怡、陳 豪、黃宗澤、鍾嘉欣、王 喜、李司棋、關禮傑、黃德斌、岳 華、大偉、陳鴻烈                   |
| 2010年        | 飛女正傳         | 蔡少芬、陳 豪、曹永廉、黃德斌、陳鴻烈、簡慕華、周家怡、李家鼎                                                              |
| 2011年        | 天與地           | 林保怡、陳 豪、佘詩曼、邵美琪、黃德斌、金燕玲、陳鴻烈、朱慧敏、張國強                                                      |
| 2012年        | 4 in Love        | 佘詩曼、陳 豪、黃德斌、金 剛、郭少芸、江欣燕、葉翠翠、韋家雄                                                               |
| 2012年        | 心戰             | 鄭少秋、陳 豪、黃德斌、邵美琪、陳茵媺、楊 明、簡慕華、何啟南、李霖恩、趙希洛                                               |
| 2013年        | 金枝慾孽貳       | 鄧萃雯、蔡少芬、伍詠薇、陳 豪、關禮傑、黃德斌、曹永廉、葉翠翠、簡慕華、韋家雄、龔嘉欣、杜燕歌、楊秀惠                      |

### 電視劇（其他）
| 首播   | 劇名                           | 製作地   | 合作演員                                     |
| 待播中 | 荔芳街之海岸風雷（2017年拍攝） | 中國大陸 | 張可頤、黃德斌、周家怡                       |
| 擱置中 | 律師新劇                       |          | 佘詩曼、陳 豪、黃德斌、周家怡、簡慕華        |
| 待播中 | 隱娘                           | 中國大陸 | 秦嵐、鄭業成、譚俊彥、楊謹華、黃智雯、羅嘉良 |

### 電視電影（無綫電視）
| 首播   | 劇名     |
| 2004年 | 鐵翼驚情 |

## 獎項
- 2004年度萬千星輝賀台慶 - 本年度我最喜愛的電視劇集《金枝慾孽》
- 萬千星輝頒獎典禮2012 - 最佳劇集《天與地》

## 外部連結
- 戚其義在香港影庫上的簡介
- 戚其義在豆瓣上的资料（简体中文）
- 戚其義在时光网上的簡介（简体中文）